# Campeonato Europeo de Atletismo de 2018
El XXIV Campeonato Europeo de Atletismo se celebró en Berlín (Alemania) entre el 6 y el 12 de agosto de 2018 bajo la organización de la Asociación Europea de Atletismo (AEA) y la Federación Alemana de Atletismo.
Las competiciones se realizaron en el Estadio Olímpico de la capital germana.

## Calendario
| E | Eliminatorias | C | Clasificatorias | ½ | Semifinales | F | Finales |

| Fecha →           | 6 | 7 | 7 | 7 | 8 | 8 | 9 | 9 | 10 | 10 | 10 | 11 | 11 | 12 | 12 | 12 |
| Prueba ↓          | T | M | T | T | M | T | M | T | M  | T  | T  | M  | T  | M  | T  | T  |
| ----------------- | - | - | - | - | - | - | - | - | -- | -- | -- | -- | -- | -- | -- | -- |
| 100 m             | E |   | ½ | F |   |   |   |   |    |    |    |    |    |    |    |    |
| 200 m             |   |   |   |   | E | ½ |   | F |    |    |    |    |    |    |    |    |
| 400 m             |   | E |   |   |   | ½ |   |   |    | F  | F  |    |    |    |    |    |
| 800 m             |   |   |   |   |   |   | E |   |    | ½  | ½  |    | F  |    |    |    |
| 1500 m            |   |   |   |   | E |   |   |   |    | F  | F  |    |    |    |    |    |
| 5000 m            |   |   |   |   |   |   |   |   |    |    |    |    | F  |    |    |    |
| 10000 m           |   |   | F | F |   |   |   |   |    |    |    |    |    |    |    |    |
| Maratón           |   |   |   |   |   |   |   |   |    |    |    |    |    | F  |    |    |
| 3000 m obstáculos |   | E |   |   |   |   |   | F |    |    |    |    |    |    |    |    |
| 110 m vallas      |   |   |   |   |   |   | E |   |    | ½  | F  |    |    |    |    |    |
| 400 m vallas      | E |   | ½ | ½ |   |   |   | F |    |    |    |    |    |    |    |    |
| Decatlón          |   | F | F | F | F | F |   |   |    |    |    |    |    |    |    |    |
| Salto de altura   |   |   |   |   |   |   |   | C |    |    |    |    | F  |    |    |    |
| Salto con pértiga |   |   |   |   |   |   |   |   | C  |    |    |    |    |    | F  | F  |
| Salto de longitud | C |   |   |   |   | F |   |   |    |    |    |    |    |    |    |    |
| Triple salto      |   |   |   |   |   |   |   |   | C  |    |    |    |    |    | F  | F  |
| Peso              | C |   | F | F |   |   |   |   |    |    |    |    |    |    |    |    |
| Disco             |   | C |   |   |   | F |   |   |    |    |    |    |    |    |    |    |
| Martillo          | C |   | F | F |   |   |   |   |    |    |    |    |    |    |    |    |
| Jabalina          |   |   |   |   | C |   |   | F |    |    |    |    |    |    |    |    |
| 20 km marcha      |   |   |   |   |   |   |   |   |    |    |    | F  |    |    |    |    |
| 50 km marcha      |   | F |   |   |   |   |   |   |    |    |    |    |    |    |    |    |
| 4 × 100 m         |   |   |   |   |   |   |   |   |    |    |    |    |    |    | E  | F  |
| 4 × 400 m         |   |   |   |   |   |   |   |   | E  |    |    |    | F  |    |    |    |

| Fecha →           | 6 | 7 | 7 | 7 | 8 | 8 | 9 | 9 | 9 | 10 | 10 | 11 | 11 | 12 | 12 | 12 |
| Prueba ↓          | T | M | T | T | M | T | M | T | T | M  | T  | M  | T  | M  | T  | T  |
| ----------------- | - | - | - | - | - | - | - | - | - | -- | -- | -- | -- | -- | -- | -- |
| 100 m             | E |   | ½ | F |   |   |   |   |   |    |    |    |    |    |    |    |
| 200 m             |   |   |   |   |   |   |   |   |   | E  | ½  |    | F  |    |    |    |
| 400 m             |   |   |   |   | E |   |   | ½ | ½ |    |    |    | F  |    |    |    |
| 800 m             |   | E |   |   |   | ½ |   |   |   |    | F  |    |    |    |    |    |
| 1500 m            |   |   |   |   |   |   |   |   |   | E  |    |    |    |    | F  | F  |
| 5000 m            |   |   |   |   |   |   |   |   |   |    |    |    |    |    | F  | F  |
| 10000 m           |   |   |   |   |   | F |   |   |   |    |    |    |    |    |    |    |
| Maratón           |   |   |   |   |   |   |   |   |   |    |    |    |    | F  |    |    |
| 3000 m obstáculos |   |   |   |   |   |   |   |   |   | E  |    |    |    |    | F  | F  |
| 100 m vallas      |   |   |   |   | E |   |   | ½ | F |    |    |    |    |    |    |    |
| 400 m vallas      |   | E |   |   |   | ½ |   |   |   |    | F  |    |    |    |    |    |
| Heptatlón         |   |   |   |   |   |   | F | F | F | F  | F  |    |    |    |    |    |
| Salto de altura   |   |   |   |   |   | C |   |   |   |    | F  |    |    |    |    |    |
| Salto con pértiga |   |   | C | C |   |   |   | F | F |    |    |    |    |    |    |    |
| Salto de longitud |   |   |   |   |   |   | C |   |   |    |    |    | F  |    |    |    |
| Triple salto      |   |   |   |   | C |   |   |   |   |    | F  |    |    |    |    |    |
| Peso              |   | C |   |   |   | F |   |   |   |    |    |    |    |    |    |    |
| Disco             |   |   |   |   |   |   | C |   |   |    |    |    | F  |    |    |    |
| Martillo          |   |   |   |   |   |   |   |   |   | C  |    |    |    |    | F  | F  |
| Jabalina          |   |   |   |   |   |   |   | C | C |    | F  |    |    |    |    |    |
| 20 km marcha      |   |   |   |   |   |   |   |   |   |    |    | F  |    |    |    |    |
| 50 km marcha      |   | F |   |   |   |   |   |   |   |    |    |    |    |    |    |    |
| 4 × 100 m         |   |   |   |   |   |   |   |   |   |    |    |    |    |    | E  | F  |
| 4 × 400 m         |   |   |   |   |   |   |   |   |   | E  |    |    | F  |    |    |    |

## Resultados

### Masculino
| Evento                      | Oro                                                                                 | Plata                                                                            | Bronce                                                                                        |
| --------------------------- | ----------------------------------------------------------------------------------- | -------------------------------------------------------------------------------- | --------------------------------------------------------------------------------------------- |
| 100 m (07.08)               | Zharnel Hughes Reino Unido 9,95                                                     | Reece Prescod Reino Unido 9,96                                                   | Jak Ali Harvey Turquía 10,01                                                                  |
| 200 m (09.08)               | Ramil Guliyev Turquía 19,76                                                         | Nethaneel Mitchell-Blake Reino Unido 20,04                                       | Alex Wilson · Suiza · 20,04                                                                   |
| 400 m (10.08)               | Matthew Hudson-Smith Reino Unido 44,78                                              | Kévin Borlée · Bélgica · 45,13                                                   | Jonathan Borlée · Bélgica · 45,19                                                             |
| 800 m (11.08)               | Adam Kszczot · Polonia · 1:44,59                                                    | Andreas Kramer · Suecia · 1:45,03                                                | Pierre-Ambroise Bosse Francia 1:45,30                                                         |
| 1500 m (10.08)              | Jakob Ingebrigtsen · Noruega · 3:38,10                                              | Marcin Lewandowski · Polonia · 3:38,14                                           | Jake Wightman Reino Unido 3:38,25                                                             |
| 5000 m (11.08)              | Jakob Ingebrigtsen · Noruega · 13:17,06                                             | Henrik Ingebrigtsen · Noruega · 13:18,75                                         | Morhad Amdouni Francia 13:19,14                                                               |
| 10 000 m (07.08)            | Morhad Amdouni Francia 28:11,22                                                     | Bashir Abdi · Bélgica · 28:11,76                                                 | Yemaneberhan Crippa · Italia · 28:12,15                                                       |
| 110 m vallas (10.08)        | Pascal Martinot-Lagarde Francia 13,17                                               | Serguei Shubenkov Atletas Neutrales Autorizados 13,17                            | Orlando Ortega · España · 13,34                                                               |
| 400 m vallas (09.08)        | Karsten Warholm · Noruega · 47,64                                                   | Yasmani Copello Turquía 47,81                                                    | Thomas Barr Irlanda 48,31                                                                     |
| 3000 m obstáculos (09.08)   | Mahiedine Mekhissi-Benabbad Francia 8:31,66                                         | Fernando Carro · España · 8:34,16                                                | Yohanes Chiappinelli · Italia · 8:35,81                                                       |
| 20 km marcha (11.08)        | Álvaro Martín · España · 1:20:42                                                    | Diego García Carrera · España · 1:20:48                                          | Vasili Mizinov Atletas Neutrales Autorizados 1:20:50                                          |
| 50 km marcha (07.08)        | Marian Zakalnytsky · Ucrania · 3:46:32                                              | Matej Tóth · Eslovaquia · 3:47:27                                                | Dzmitry Dziubin · Bielorrusia · 3:47:59                                                       |
| Maratón (12.08)             | Koen Naert · Bélgica · 2:09:51                                                      | Tadesse Abraham · Suiza · 2:11:24                                                | Yassine Rachik · Italia · 2:12:09                                                             |
| Maratón por equipos (12.08) | Italia · 6:40:48                                                                    | España · 6:42:43                                                                 | Austria · 6:49:29                                                                             |
| Salto de altura (11.08)     | Mateusz Przybylko · Alemania · 2,35 m                                               | Maxim Nedasekau · Bielorrusia · 2,33 m                                           | Ilia Ivaniuk Atletas Neutrales Autorizados 2,31 m                                             |
| Salto con pértiga (12.08)   | Armand Duplantis · Suecia · 6,05                                                    | Timur Morgunov Atletas Neutrales Autorizados 6,00                                | Renaud Lavillenie Francia 5,95                                                                |
| Salto de longitud (08.08)   | Miltiadis Tentoglu · Grecia · 8,25                                                  | Fabian Heinle · Alemania · 8,13                                                  | Serhi Nykyforov · Ucrania · 8,13                                                              |
| Triple salto (12.08)        | Nelson Évora Portugal 17,10                                                         | Alexis Copello Azerbaiyán 16,93                                                  | Dimitrios Tsiamis · Grecia · 16,78                                                            |
| Peso (07.08)                | Michał Haratyk · Polonia · 21,72                                                    | Konrad Bukowiecki · Polonia · 21,66                                              | David Storl · Alemania · 21,41                                                                |
| Disco (08.08)               | Andrius Gudžius · Lituania · 68,46                                                  | Daniel Ståhl · Suecia · 68,23                                                    | Lukas Weißhaidinger · Austria · 65,14                                                         |
| Martillo (07.08)            | Wojciech Nowicki · Polonia · 80,12                                                  | Paweł Fajdek · Polonia · 78,69                                                   | Bence Halász · Hungría · 77,36                                                                |
| Jabalina (09.08)            | Thomas Röhler · Alemania · 89,47                                                    | Andreas Hofmann · Alemania · 87,60                                               | Magnus Kirt Estonia 85,96                                                                     |
| 4 × 100 m (12.08)           | Reino Unido Chijindu Ujah Zharnel Hughes Adam Gemili Harry Aikines-Aryeetey 37,80   | Turquía Emre Barnes Jak Ali Harvey Yiğitcan Hekimoğlu Ramil Guliyev 37,98        | Países Bajos · Christopher Garia · Churandy Martina · Hensley Paulina · Taymir Burnet · 38,03 |
| 4 × 400 m (11.08)           | Bélgica · Dylan Borlée · Jonathan Borlée · Jonathan Sacoor · Kévin Borlée · 2:59,47 | Reino Unido Rabah Yousif Dwayne Cowan Matthew Hudson-Smith Martyn Rooney 3:00,36 | España · Óscar Husillos · Lucas Búa · Samuel García · Bruno Hortelano · 3:00,78               |
| Decatlón (08.08)            | Arthur Abele · Alemania · 8431 pts.                                                 | Ilia Shkureniov Atletas Neutrales Autorizados 8321 pts.                          | Vitali Zhuk · Bielorrusia · 8290 pts.                                                         |

### Femenino
| Evento                      | Oro | Plata                                                                                         | Bronce                                                                                   |
| --------------------------- | --- | --------------------------------------------------------------------------------------------- | ---------------------------------------------------------------------------------------- |
| 100 m (07.08)               | Dina Asher-Smith Reino Unido 10,85                                                                                  | Gina Lückenkemper · Alemania · 10,98                                                          | Dafne Schippers · Países Bajos · 10,99                                                   |
| 200 m (11.08)               | Dina Asher-Smith Reino Unido 21,89                                                                                  | Dafne Schippers · Países Bajos · 22,14                                                        | Jamile Samuel · Países Bajos · 22,37                                                     |
| 400 m (11.08)               | Justyna Święty-Ersetic · Polonia · 50,41                                                                            | María Belibasaki · Grecia · 50,45                                                             | Lisanne de Witte · Países Bajos · 50,77                                                  |
| 800 m (10.08)               | Nataliya Pryshchepa · Ucrania · 2:00,38                                                                             | Rénelle Lamote Francia 2:00,62                                                                | Olha Liajova · Ucrania · 2:00,79                                                         |
| 1500 m (12.08)              | Laura Muir Reino Unido 4:02,32                                                                                      | Sofia Ennaoui · Polonia · 4:03,08                                                             | Laura Weightman Reino Unido 4:03,75                                                      |
| 5000 m (12.08)              | Sifan Hassan · Países Bajos · 14:46,12                                                                              | Eilish McColgan Reino Unido 14:53,05                                                          | Yasemin Can Turquía 14:57,63                                                             |
| 10 000 m (08.08)            | Lonah Chemtai Salpeter Israel 31:43,29                                                                              | Susan Krumins · Países Bajos · 31:52,55                                                       | Alina Reh · Alemania · 32:28,48                                                          |
| 100 m vallas (09.08)        | Elvira Herman · Bielorrusia · 12,67                                                                                 | Pamela Dutkiewicz · Alemania · 12,72                                                          | Cindy Roleder · Alemania · 12,77                                                         |
| 400 m vallas (10.08)        | Léa Sprunger · Suiza · 54,33                                                                                        | Hanna Ryzhykova · Ucrania · 54,41                                                             | Meghan Beesley Reino Unido 55,31                                                         |
| 3000 m obstáculos (12.08)   | Gesa Felicitas Krause · Alemania · 9:19,80                                                                          | Fabienne Schlumpf · Suiza · 9:22,29                                                           | Karoline Bjerkeli Grøvdal · Noruega · 9:24,46                                            |
| 20 km marcha (11.08)        | María Pérez García · España · 1:26:36                                                                               | Anežka Drahotová · República Checa · 1:27:03                                                  | Antonella Palmisano · Italia · 1:27:30                                                   |
| 50 km marcha (07.08)        | Inês Henriques Portugal 4:09:21                                                                                     | Júlia Takács · España · 4:15:22                                                               | Jrystyna Yudkina · Ucrania · 4:20:46                                                     |
| Maratón (12.08)             | Volha Mazuronak · Bielorrusia · 2:26:22                                                                             | Clémence Calvin Francia 2:26:28                                                               | Eva Vrabcová-Nývltová · República Checa · 2:26:31                                        |
| Maratón por equipos (12.08) | Bielorrusia · 7:21:54                                                                                               | Italia · 7:32:46                                                                              | España · 7:44:06                                                                         |
| Salto de altura (10.08)     | Mariya Lasitskene Atletas Neutrales Autorizados 2,00 m                                                              | Mirela Demireva Bulgaria 2,00 m                                                               | Marie-Laurence Jungfleisch · Alemania · 1,96 m                                           |
| Salto con pértiga (09.08)   | Ekaterini Stefanidi · Grecia · 4,85                                                                                 | Nikoleta Kyriakopulu · Grecia · 4,80                                                          | Holly Bradshaw Reino Unido 4,75                                                          |
| Salto de longitud (11.08)   | Malaika Mihambo · Alemania · 6,75                                                                                   | Maryna Bej · Ucrania · 6,73                                                                   | Shara Proctor Reino Unido 6,70                                                           |
| Triple salto (10.08)        | Paraskeví Papajristu · Grecia · 14,60                                                                               | Kristin Gierisch · Alemania · 14,45                                                           | Ana Peleteiro · España · 14,44                                                           |
| Peso (08.08)                | Paulina Guba · Polonia · 19,33                                                                                      | Christina Schwanitz · Alemania · 19,19                                                        | Aliona Dubitskaya · Bielorrusia · 18,81                                                  |
| Disco (11.08)               | Sandra Perković · Croacia · 67,62                                                                                   | Nadine Müller · Alemania · 63,00                                                              | Shanice Craft · Alemania · 62,46                                                         |
| Martillo (12.08)            | Anita Włodarczyk · Polonia · 78,94                                                                                  | Alexandra Tavernier Francia 74,78                                                             | Joanna Fiodorow · Polonia · 74,00                                                        |
| Jabalina (10.08)            | Christin Hussong · Alemania · 67,90                                                                                 | Nikola Ogrodníková · República Checa · 61,85                                                  | Liveta Jasiūnaitė · Lituania · 61,59                                                     |
| 4 × 100 m (12.08)           | Reino Unido Asha Philip Imani-Lara Lansiquot Bianca Williams Dina Asher-Smith 41,88                                 | Países Bajos · Dafne Schippers · Marije van Hunenstijn · Jamile Samuel · Naomi Sedney · 42,15 | Alemania · Lisa-Marie Kwayie · Gina Lückenkemper · Tatjana Pinto · Rebekka Haase · 42,23 |
| 4 × 400 m (11.08)           | Polonia · Małgorzata Hołub-Kowalik · Iga Baumgart-Witan · Patrycja Wyciszkiewicz · Justyna Święty-Ersetic · 3:26,59 | Francia Elea-Mariama Diarra Déborah Sananes Agnès Raharolahy Floria Gueï 3:27,17              | Reino Unido Zoey Clark Anyika Onuora Amy Allcock Eilidh Doyle 3:27,40                    |
| Heptatlón (10.08)           | Nafissatou Thiam · Bélgica · 6816 pts.                                                                              | Katarina Johnson-Thompson Reino Unido 6759 pts.                                               | Carolin Schäfer · Alemania · 6602 pts.                                                   |

1. ↑  Descalificación por dopaje de la medallista de bronce, la neerlandesa Meraf Bahta.[2]
2. ↑  Descalificación por dopaje de la medallista de plata, la ucraniana Alina Tsvili.[3]

## Medallero
| Núm. | País                          | Oro | Plata | Bronce | Total |
| ---- | ----------------------------- | --- | ----- | ------ | ----- |
| 1    | Reino Unido                   | 7   | 5     | 6      | 18    |
| 2    | Polonia                       | 7   | 4     | 1      | 12    |
| 3    | Alemania                      | 6   | 7     | 7      | 20    |
| 4    | Francia                       | 3   | 4     | 3      | 10    |
| 5    | Bélgica                       | 3   | 2     | 1      | 6     |
| 5    | Grecia                        | 3   | 2     | 1      | 6     |
| 7    | Bielorrusia                   | 3   | 1     | 3      | 7     |
| 8    | Noruega                       | 3   | 1     | 1      | 5     |
| 9    | España                        | 2   | 4     | 4      | 10    |
| 10   | Ucrania                       | 2   | 2     | 3      | 7     |
| 11   | Portugal                      | 2   | 0     | 0      | 2     |
| 12   | Países Bajos                  | 1   | 3     | 3      | 7     |
| 13   | Atletas Neutrales Autorizados | 1   | 3     | 2      | 6     |
| 14   | Turquía                       | 1   | 2     | 2      | 5     |
| 15   | Suecia                        | 1   | 2     | 1      | 4     |
| 15   | Suiza                         | 1   | 2     | 1      | 4     |
| 17   | Italia                        | 1   | 1     | 4      | 6     |
| 18   | Lituania                      | 1   | 0     | 1      | 2     |
| 19   | Croacia                       | 1   | 0     | 0      | 1     |
| 19   | Israel                        | 1   | 0     | 0      | 1     |
| 21   | República Checa               | 0   | 2     | 1      | 3     |
| 22   | Azerbaiyán                    | 0   | 1     | 0      | 1     |
| 22   | Bulgaria                      | 0   | 1     | 0      | 1     |
| 22   | Eslovaquia                    | 0   | 1     | 0      | 1     |
| 25   | Austria                       | 0   | 0     | 2      | 2     |
| 26   | Estonia                       | 0   | 0     | 1      | 1     |
| 26   | Hungría                       | 0   | 0     | 1      | 1     |
| 26   | Irlanda                       | 0   | 0     | 1      | 1     |
|      | TOTAL                         | 50  | 50    | 50     | 150   |